# جورج دوغلاس (ممثل)
جورج دوغلاس (بالإنجليزية: George Douglas)‏ مواليد 7 أغسطس 1903 في ماكون، الولايات المتحدة - الوفاة 11 يونيو 1983 في سان دييغو، هو ممثل أمريكي بدأ مسيرته الفنية سنة 1938. من أعماله هولد ذات وومان!.

## روابط خارجية
- جورج دوغلاس على موقع IMDb (الإنجليزية)
- جورج دوغلاس على موقع قاعدة بيانات الفيلم (الإنجليزية)